# Mesures Acordades per a la Conservació de la Fauna i la Flora Antàrtiques
Les Mesures Acordades per a la Conservació de la Flora i la Fauna Antàrtiques són un conjunt de mesures de protecció ambiental que van ser acceptades a la tercera Reunió Consultiva del Tractat Antàrtic a Brussel·les el 1964. Les Mesures Acordades van entrar formalment en vigor com a part del Sistema del Tractat Antàrtic des del 1982 fins al 2011, quan van ser retirades, ja que els principis van ser completament substituïts per acords posteriors com el Protocol sobre la Protecció del Medi Ambient al Tractat Antàrtic del 1991 Les Mesures Acordades es van adoptar per tal de promoure la col·laboració internacional dins de l'administració del Sistema del Tractat Antàrtic i promoure la protecció dels sistemes ecològics antàrtics, alhora que es permetia l'estudi i l'exploració científica.
Les Mesures Acordades van ser els primers intents en virtut del Tractat per prioritzar la conservació de la vida salvatge i la protecció ambiental. Això era necessari a causa del creixent interès humà per l'exploració, la ciència i la pesca, que havien exercit pressió sobre la flora i la fauna naturals. Van resultar reeixides i van obrir el camí cap a una protecció ambiental més estricta en el futur.

## Història
Els interessos antàrtics a finals de la dècada de 1940 van anar augmentant, amb nacions lluitant per obtenir territoris a la regió de la península antàrtica. La por a un conflicte obert entre aquestes nacions, així com al perill de que l'Antàrtida s'involucrés en la Guerra Freda entre els Estats Units i la Unió Soviètica, va conduir a les primeres discussions sobre diplomàcia i tractats antàrtics. Aquest fet va conduir a les negociacions del Tractat Antàrtic el 1959, en què el Programa Antàrtic de l'Any Geofísic Internacional es va reunir per discutir articles científics de 12 nacions participants, sobre la ciència i la recerca antàrtiques. Les 12 nacions presents també eren membres del Comitè Científic per la Investigació a l'Antàrtida (SCAR), que es va fundar un any abans, el 1958. El SCAR es va formular com una associació internacional de biòlegs i altres científics interessats en la recerca antàrtica, i incloïa Argentina, Austràlia, Bèlgica, Xile, França, Japó, Nova Zelanda, Noruega, Sud-àfrica, Regne Unit, Estats Units i l'URSS. La formació del SCAR i el Tractat Antàrtic va permetre als científics defensar els esforços i les polítiques de conservació a l'Antàrtida, la qual cosa va conduir a les primeres discussions sobre l'establiment de les Mesures Acordades per a la Conservació de la Fauna i la Flora Antàrtiques.
El Programa Antàrtic de l'Any Geofísic Internacional va ser l'inici de les preocupacions per la fauna antàrtica, ja que els esforços dels científics geofísics per explorar l'Antàrtida van resultar estar perjudicant la flora i la fauna antàrtiques. Els biòlegs demanaven una major conscienciació naturalista ja que l'Antàrtida no és una tundra sense vida, sinó que compta amb una fauna extremadament vulnerable a la interferència humana. El secretari de l'SCAR, Gordon Robin, va publicar un article per al seu company científic Robert Carrick al Butlletí de l'SCAR per mentalitzar encara més sobre la necessitat de conservació a l'Antàrtida. Carrick, juntament amb altres científics destacats, William J. L. Sladen, Robert Falla, Carl Eklund, Jean Prevost i Robert Cushman Murphy, entre d'altres, van contribuir més decididament a la posició de conservació de l'SCAR.
La major part d'aquests científics s'havien especialitzat en l'àrea ornitològica, per la qual cosa, la seva primera acció cap a la conservació antàrtica va tenir lloc al Consell Internacional per a la Preservació dels Ocells de 1960, en què van demanar específicament la protecció dels ocells antàrtics. Després d'això, l'SCAR va continuar tenint una veu important en la defensa de la conservació antàrtica, amb Robert Carrick parlant a la quarta reunió de l'SCAR el 1960 per abordar els motius específics pels quals la conservació era necessària, així com per proporcionar recomanacions per a la legislació. Després d'aquestes reunions, l'SCAR va proporcionar a les parts del Tractat Antàrtic el seu informe, i va ser a partir d'aquí que van començar les primeres converses sobre les mesures acordades entre els membres del Sistema del Tractat Antàrtic.

## Negociacions

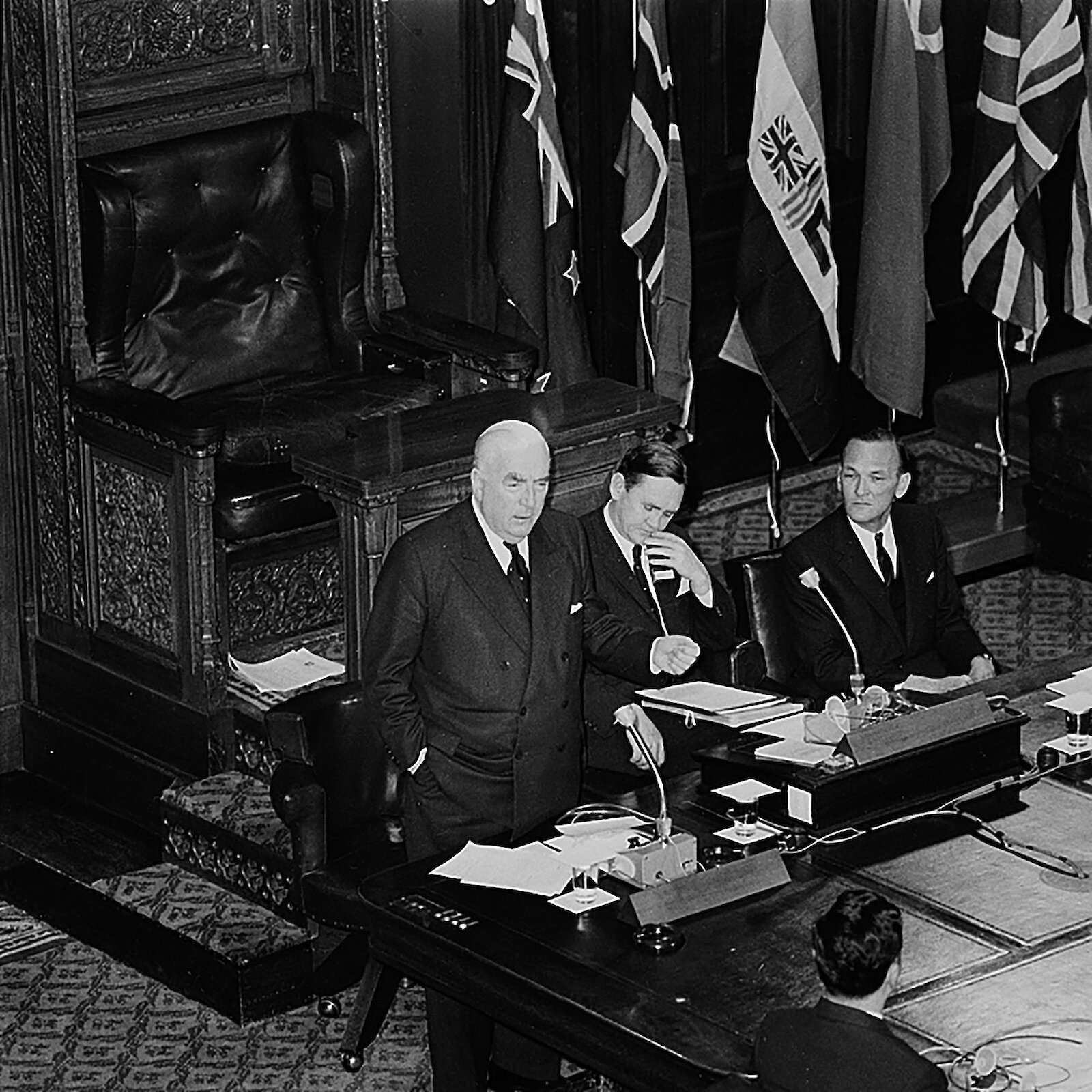
El primer ministre Menzies (esquerra) i el ministre de la Marina, John Gorton (dreta), al Parlament de Canberra el 1961, a la primera reunió consultiva del Tractat Antàrtic.

El gener de 1960, el representant dels Estats Units per al Tractat Antàrtic, Paul Daniels, va demanar que la conservació es debatés formalment a la primera Reunió Consultiva del Tractat Antàrtic. Després d'això, la participació dels Estats Units va disminuir i el govern britànic va ser l'únic defensor ferm de la conservació. Brian Roberts, del Ministeri d'Afers Exteriors, va començar a demanar una Convenció separada per a la conservació de l'Antàrtic. A la primera Reunió Consultiva del Tractat Antàrtic a Canberra el 1961, les parts van acordar que calia algun tipus d'esforç de conservació i van implementar la Recomanació I-VIII; un conjunt molt ampli de directrius provisionals que incorporaven gran part de l'informe del SCAR. Després d'aquesta reunió, Roberts va continuar pressionant per aconseguir un acord formal, i va redactar una Convenció completa per presentar a les altres parts. El 6 de juny de 1963, tots els membres del comtiè consultiu es van reunir per discutir tres documents de posició per a la conservació: l'esborrany britànic i les respostes a aquest esborrany per part de Xile i la Unió Soviètica. El setembre de 1963, els representants dels Estats Units van publicar el seu propi esborrany titulat "Mesures Acordades" en lloc d'una Convenció, argumentant que unes mesures serien millors que una Convenció separada, ja que les mesures estarien sota l'autoritat del Tractat Antàrtic i compartirien les mateixes administracions.
A la tercera Reunió Consultiva del Tractat Antàrtic a Brussel·les el juny de 1964, les mesures acordades es van aprovar com a Recomanació VIII. Malgrat això, van passar 18 anys abans que entrés en vigor el 1982, després que el Japó fos l'últim país a signar-les. Els 12 països que havien de signar perquè les mesures entrés en vigor eren els mateixos 12 que havien formulat el SCAR: Argentina, Austràlia, Bèlgica, Xile, França, Japó, Nova Zelanda, Noruega, Sud-àfrica, Regne Unit, Estats Units i la Unió Soviètica. Durant els 18 anys de provisionalitat, les parts es van comportar com si les mesures estiguessin en vigor, i tota l'Antàrtida es considerava una "Zona d'Especial Conservació".

## Resum de mesures acordades
Les Mesures Acordades per a la Conservació de la Fauna i la Flora Antàrtiques constaven de catorze articles, quatre dels quals eren simplement formalitats. Les Mesures s'aplicaven a les zones terrestres al sud de la latitud 60°S que queien sota la jurisdicció del Tractat Antàrtic. A l'article I s'establia explícitament que les mesures afectaven amb l'excepció de les zones d'alta mar que continuen estant subjectes al dret internacional. El primer article també incloïa disposicions per garantir que tots els annexos de les Mesures Acordades es consideressin part de les mesures en si. Un govern participant només podia estar exempt d'aquestes Mesures en "circumstàncies extremes", com ara la pèrdua potencial de vides humanes o un esdeveniment que pogués posar en perill el benestar de grans vaixells com ara vaixells i avions. Les Mesures Acordades prohibien estrictament l'intent de matar, danyar o capturar mamífers o aus autòctones sense permís a l'article VI, i a l'article VIII prohibien la conducció de vehicles i la recol·lecció de flora autòctona sense permís. En ambdós casos, un permís només es proporcionaria amb una "finalitat científica convincent" i la garantia que l'ecologia no afectaria a les espècies en perill per aquestes accions. Els permisos per a aquestes activitats tenien termes específics i només es proporcionaven a un govern participant en el cas de quantitats limitades d'aliments per a humans o gossos, per a la investigació científica o per proporcionar espècimens per a l'educació. L'article VI també indicava que els governs participants havien de restringir el nombre de permisos per garantir que les espècies autòctones no es matessin més del que es pot compensar naturalment durant l'any.
Les mesures acordades també establien la prevenció de la interferència nociva de les condicions autòctones a l'article VII i proporcionaven una llista detallada d'activitats considerades nocives. Aquestes activitats incloïen la contaminació acústica, i fer volar avions massa a prop de la fauna salvatge, permetre que els gossos corrin lliurement i pertorbar en excés durant els periíodes de cria d'animals. L'article VI també establia que els governs participants havien de prendre les mesures adequades per prevenir la contaminació de les aigües. En particular, les mesures acordades van designar totes les zones aplicades com a "Zones Especialment Protegides" a l'article VIII, per emfatitzar la vulnerabilitat de la flora i fauna antàrtiques autòctones. A més, la inroducció de flora i fauna no autòctones estava prohibida a l'article IX, tret que estigués recolzada per un permís i fos una espècie aprovada per l'annex C. Aquestes mesures no incorporaven la flora i la fauna importades per a l'ús alimentari, sempre que no amenacés l'ecosistema antàrtic. Aquesta secció també va destacar el paper de cada govern participant en la prevenció de la introducció de malalties de potencial impacte en la vida natural, i l'annex D citava una llista de precaucions per prevenir-ho. Les mesures acordades també van establir un marc perquè els governs participants comuniquessin i compartissin dades sobre les espècies d'aus i mamífers antàrtics autòctons a l'article XII. També s'incorporava informació sobre quantes espècies de cada espècie s'havien matat o capturat anualment en virtut d'un permís per al seu ús com a aliment o per a un estudi científic. Aquesta comunicació va garantir la transparència i va permetre als governs participants determinar el nivell de protecció que cada espècie autòctona requeria per protegir i preservar la flora i la fauna antàrtiques.

## Ratificació
La convenció va ser ratificada tant pels països membres dels quals és necessitava la ratificació per la seva entrada en vigor com per altres. Es mostra la següent llista:
| País            | Data             | Requisit per entrada en vigor |
| --------------- | ---------------- | ----------------------------- |
| Argentina       | 3 setembre 1965  | Si                            |
| Austràlia       | 1 setembre 1980  | Si                            |
| Bèlgica         | 25 gener 1978    | Si                            |
| Brasil          | 27 octubre 1986  | No                            |
| R.P. de la Xina | 11 desembre 1985 | No                            |
| Xile            | 23 novembre 1970 | Si                            |
| França          | 20 setembre 1972 | Si                            |
| Alemanya        | 17 febrer 1981   | No                            |
| Índia           | 7 març 1988      | No                            |
| Itàlia          | 22 abril 1987    | No                            |
| Japó            | 19 gener 1965    | Si                            |
| Nova Zelanda    | 23 desembre 1971 | Si                            |
| Noruega         | 1 desembre 1965  | Si                            |
| Polònia         | 11 juliol 1977   | No                            |
| Sud-àfrica      | 5 octubre 1964   | Si                            |
| Corea del Sud   | 10 maig 1995     | No                            |
| Unió Soviètica  | 20 febrer 1965   | Si                            |
| Espanya         | 8 abril 1988     | No                            |
| Regne Unit      | 10 setembre 1968 | Si                            |
| Estats Units    | 31 juliol 1979   | Si                            |
| Uruguai         | 10 octubre 1989  | No                            |

## Altres acords

### Convenció per la Conservació de les Foques Antàrtiques
Les Mesures Acordades per a la Conservació de la Fauna i la Flora Antàrtiques només cobrien les zones terrestres al sud de la latitud 60°S, i per tant no hi havia cap mesura establerta per a la protecció del mar o del gel a la deriva. Això va ser malgrat els esforços de Robert Carrick i la part australiana, que van defensar fermament que aquests espais s'incloguéssin a les Mesures Acordades, per protegir els animals que passen la major part de la seva vida sobre el gel flotant o als mars que envolten l'Antàrtida. Aquest problema es va rectificar amb la signatura de la Convenció per a la Conservació de les Foques Antàrtiques el 1972, i va ser el primer tractat després de les Mesures Acordades.

### Convenció per la Conservació dels Recursos Marins Vius Antàritcs
El 1975, a la Vuitena Reunió Consultiva del Tractat Antàrtic, es va adoptar la Recomanació VIII-10 per protegir la vida marina, que va quedar exclosa de l'abast de les Mesures Acordades. Aquest problema s'havia tornat cada cop més urgent a causa de les pràctiques de pesca extensives i la sobrepesca de krill antàrtic, que s'havia popularitzat a finals dels anys seixanta i mitjans dels anys setanta. El 1978 van celebrar una Conferència sobre la Conservació dels Recursos Marins Vius Antàrtics que va donar lloc a la signatura de la Convenció per a la Conservació dels Recursos Marins Vius Antàrtics (CCAMLR) el 1980.Aquest va ser el primer acord de conservació del món que va protegir un ecosistema en lloc d'una espècie individual com les foques.

### Tractats bilaterlas
Al llarg de la història s'han implementat diferents mesures actualitzades que han abordat qüestions similars de les Mesures Acordades a les Reunions Consultives del Tractat Antàrtic, com ara l'article 3.2 i l'annex II del Protocol al Tractat Antàrtic sobre Protecció del Medi Ambient. El Protocol, també conegut com el "Protocol de Madrid", va entrar en vigor el 1998 i prohibia l'activitat mineria o de recursos minerals a l'Antàrtida. L'article 3.2 és similar a les Mesures Acordades, ja que evita els danys a la fauna antàrtica natural. L'annex II també es relaciona amb les Mesures Acordades prohibint la interferència nociva i la introducció de paràsits o espècies invasives sense permís, així com definint les Zones i Espècies Especialment Protegides. L'annex V del Protocol Ambiental va seguir el de les Mesures Acordades, designant "Zones Antártiques Especialment Protegides", i es va adoptar per separat el 1991, entrant en vigor a partir del 2002. A diferència de les Mesures Acordades, l'annex V també designava zones marines per ser incloses dins l'àmbit de les "Zones Antàrtiques Especialment Protegides". De fet, l'Annex V va afegir diverses capes de protecció per a les zones terrestres antàrtiques, introduint "Zones Antàrtiques Especialment Protegides", "Zones Antàrtiques Especialment Gestionades" i "Espais i Monuments Històrics Antàrtics". Igual que amb les Mesures Acordades, les "Zones Antàrtiques Especialment Protegides" es van definir a l'Annex V del Protocol Ambiental com una zona protegida per mantenir les característiques ecològiques, científiques, històriques i estètiques i requereixen un permís per entrar-hi. La "Zona Antàrtica Especialment Gestionada" es va definir com una zona en la qual es poden dur a terme activitats i no requereix un permís per entrar-hi, però les parts han de continuar minimitzant el seu impacte ecològic i evitant conflictes entre els governs participants. Finalment, els "Llocs i Monuments Històrics" antàrtics es van definir com a zones de rellevància històrica significativa i poden ser proposats per qualsevol govern participant.
Les Mesures Acordades també es van centrar en la prohibició de la interferència humana nociva, i des de llavors s'han adoptat diversos altres tractats per gestionar les pertorbacions humanes. Aquests inclouen la Recomanació XVIII-1 de 1994: Guia per a visitants a l'Antàrtida, així com les Directrius per a l'operació d'aeronaus prop de concentracions d'aus a l'Antàrtida de 2004. La Recomanació XVIII-1 va proporcionar les principals regulacions per als turistes i les expedicions a l'Antàrtida i va exigir la presentació d'informes per a les seves visites. La Recomanació va establir explícitament les activitats prohibides per als turistes per tal d'evitar interferències nocives amb la vida salvatge, així com directrius per respectar les zones protegides i les instal·lacions i equips de recerca científica. Les directrius també incloïen disposicions per prevenir els residus humans, la contaminació i la desfiguració de la propietat, incloent-hi gravats o pintura sobre roques naturals. Les Directrius per a l'operativitat d'aeronaus prop de concentracions d'aus a l'Antàrtida van seguir la legislació prevista per les Mesures Acordades pel que fa a la prohibició d'aeronaus prop de la vida salvatge per evitar pertorbacions. Les Directrius van ser adoptades per les Parts Consultives del Tractat Antàrtic el 2004 i enumeraven regulacions específiques per protegir els organismes vius desaconsellant les aeronaus de volar per sota dels 610 metres sobre el nivell del terra, aterrar a menys de 930 mettres de les colònies d'aus; planar o fer passos repetits per sobre de la vida salvatge i volar a menys de 460 metres de la costa.